# Vrana (Kroatien)

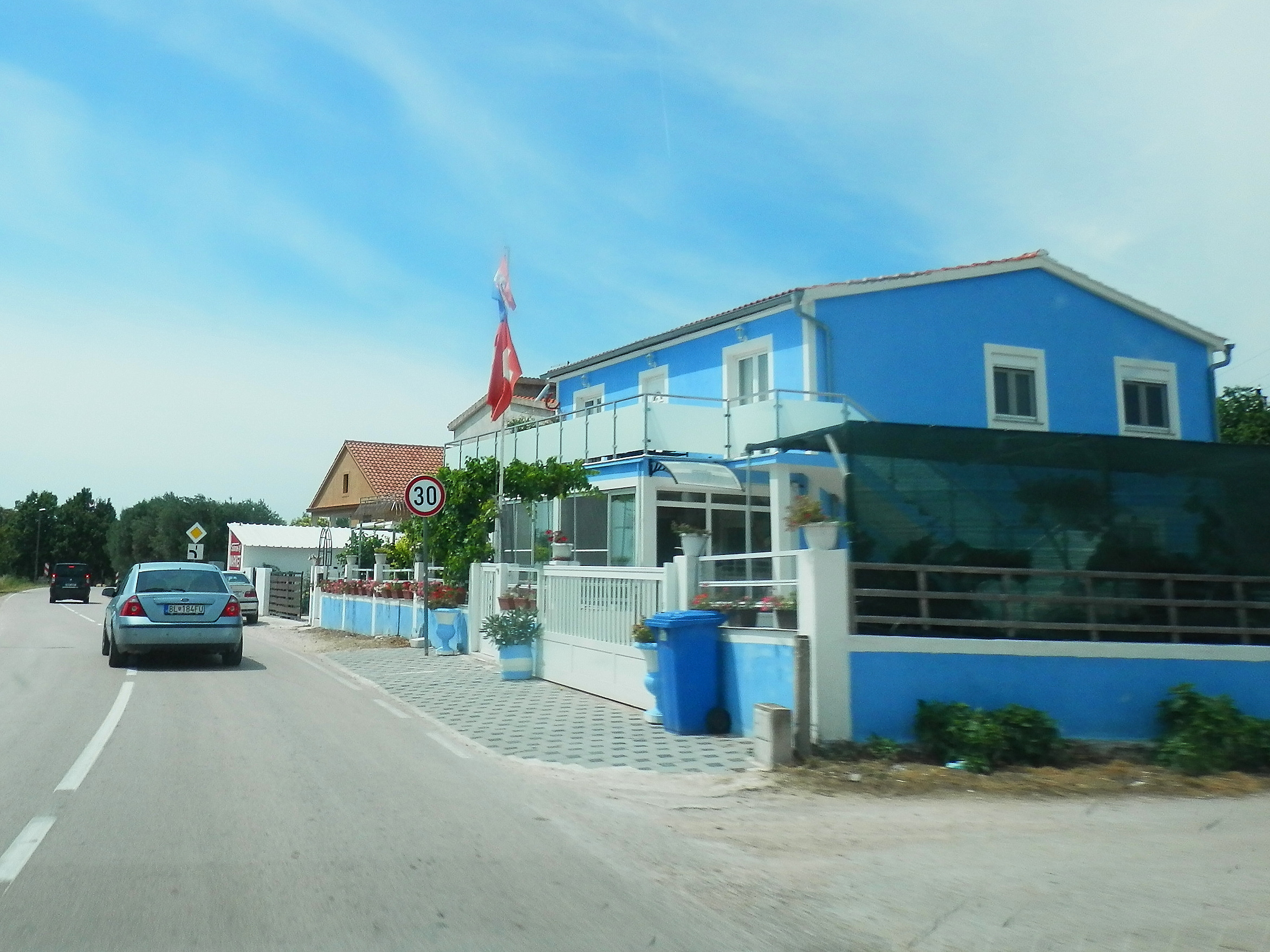
Hauptstraße in Vrana

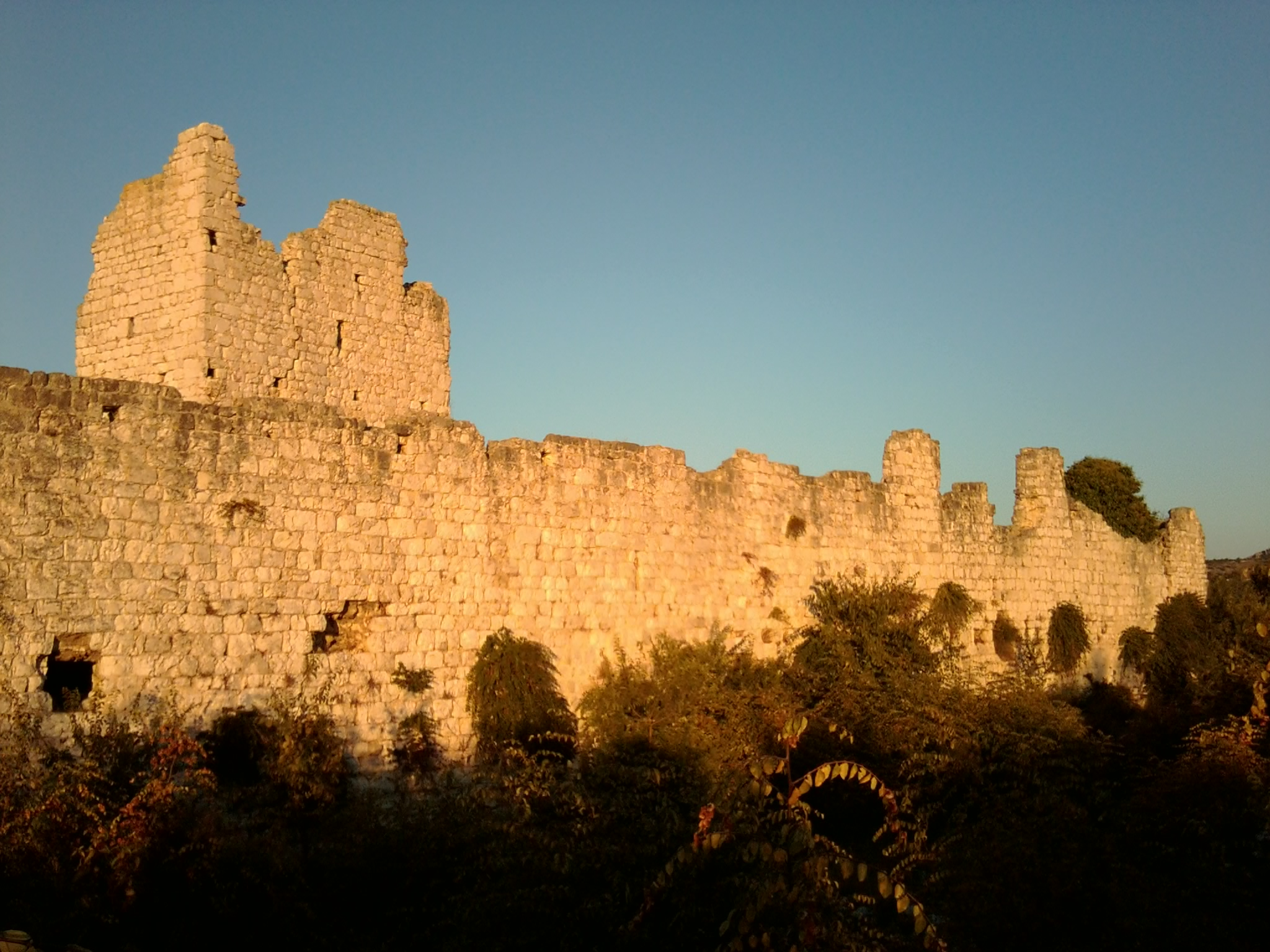
Festungsruinen in Vrana

Vrana ist ein  Ortsteil von Pakoštane in Kroatien.
Der Ort liegt nahe der Adriaküste auf etwa 20 bis 50 Meter Höhe und unmittelbar nördlich des Vrana-Sees. Der Ortsteil wird hauptsächlich von Bauern bewohnt.
Die Siedlung war ursprünglich ein Krongut der kroatischen Könige. Im 12. Jahrhundert übernahm der Templerorden das Anwesen, später bewirtschafteten es die Johanniter. 1409 übte Venedig die Herrschaft über das Gutsareal aus. Die Türken eroberten die Region und der aus Vrana stammende Jussuf-Mašković-Pascha errichtete bei dem Schloss der Templer eine bedeutende Karawanserei. Beide Komplexe wurden durch die Venezier bei der Vertreibung der Türken im Jahre 1647 zerstört.

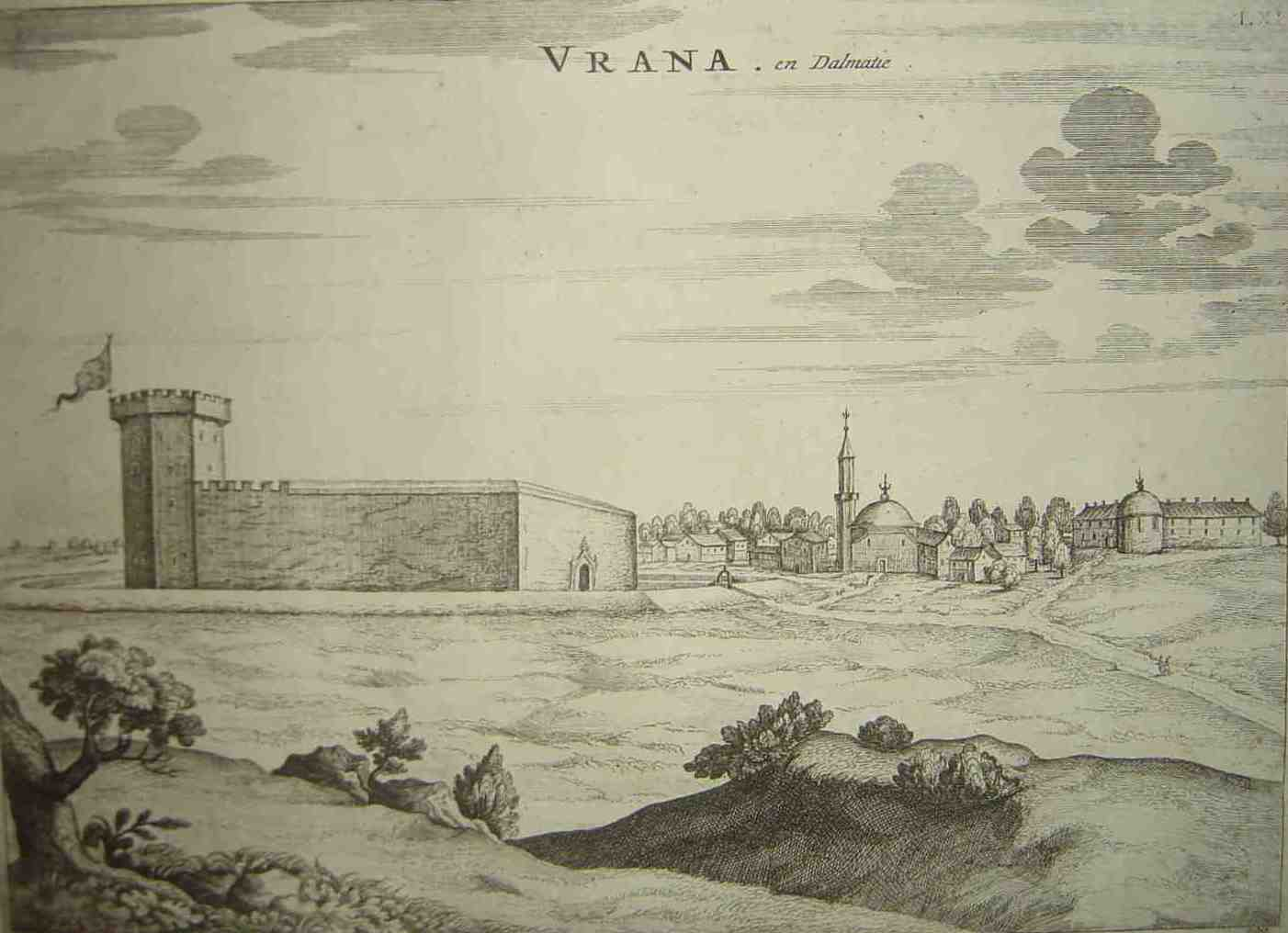
Ansicht der Ortschaft auf einem Kupferstich des 17. Jahrhunderts

## Bekannte Personen
- Francesco Laurana /Franjo Vranjanin/ (1430–1502), Bildhauer[2]
- Luciano Laurana /Lucijan Vranjanin/ (1420–1479), Architekt[2]
- Ivan Talovac († 1445), Prior von Vrana